# Pedro Mendy
Pedro H. Mendy (* 1872; † 21. Oktober 1943 in La Plata) war ein uruguayischer Fechter.
Pedro Mendy, Bruder von Domingo Mendy, nahm an den Olympischen Sommerspielen 1924 in Paris teil. Er schied im Florett-Einzelwettbewerb in der Zweiten Runde als Fünfter und somit Vorletzter seiner Gruppe aus. Dabei unterlag er unter anderem dem späteren Bronzemedaillengewinner Maurice Van Damme. Mit der uruguayischen Säbel-Mannschaft scheiterte er bereits in der Vorrunde. Im Einzel war er mit dieser Waffe dagegen deutlich erfolgreicher und stieß bis in die Halbfinalrunde vor.